# 1993 UC3
1993 UC3 är en asteroid i huvudbältet som upptäcktes den 22 oktober 1993 av de båda japanska astronomerna Masanori Hirasawa och Shohei Suzuki vid Nyukasa-observatoriet.
Asteroiden har en diameter på ungefär 7 kilometer.